# Bernard Heuvelmans
Bernard Heuvelmans (Le Havre, 10. listopada 1916. – Le Vésinet, 22. kolovoza 2001.), francuski zoolog, istraživač i kriptozoolog, smatran "ocem kriptozoologije". Najpoznatije mu je djelo "Na tragu nepoznatih životinja" (Sur la piste des betes ignorées) iz 1955. godine, čiji je doprinos u kriptozoologiji neprocjenjiv, premda, ne sadrži neke poznate primjere, poput Bigfoota i jezerskih čudovišta.

## Djela
- "Na tragu nepoznatih životinja" (Sur la piste des betes ignorées), 1955.
- "Morska čudovišta" (Dans le sillage des monsteres marins - Le Kraken et le Poulpe Colossal), 1958.
- "Velika morska zmija, problemi zoologije i rješenja" (Le Grand-Serpent-de-Mer, le probléme zoologique et la solution), 1965.
- L'homme de Néanderthal est tojours vivant, 1974.
- Les dernieres dragons d'Afrique, 1978.
- Les betes humaines d'Afrique, 1980.